# Curacazgo colla
El curacazgo, llaqta, qhapaq, reino o señorío colla o qulla, fue la única entidad política puquina que ocupó parte de la meseta del Collao luego de la caída del Imperio tiahuanacota. Su capital era la ciudad de Hatun Qolla, es decir «Qolla, la grande», ubicada en el actual departamento de Puno. 

## Historia

### Origen
El reino Colla fue uno de los pocos señoríos de origen tiahuanacota y lengua puquina ubicados en las fronteras del área aimara que logró mantener gran parte de su cultura antigua, presentándose como heredero de Tiahuanaco.

### Era preincaica
El curacazgo colla entró en guerra contra el curacazgo Lupaca alrededor de 1400. El soberano inca, Huiracocha, concluyó en secreto un pacto con el rey lupaca, Cari. Los Collas, al enterarse de la noticia de la alianza, invadieron territorio Lupaca, pero sufrieron una derrota.

### Conquista incaica
A mediados del siglo XV, el reino poseía un extenso territorio que se extendía desde el Lago Titicaca, hasta la actual región de Arequipa y Arica, el área central de lo que luego se llamaría Colesuyo.
En esa época, los Qollas, gobernados por Chuchi Kapac, se enfrentaron al emergente Imperio incaico, regido por el noveno Inca, Pachacútec. Este, aliado con los lupacas, aymaras enemigos tradicionales de los qollas, conquistó el reino, depuso y ejecutó a Chuchi Kapac y destruyó Hatun Qolla. Con ello, Pachacútec dio comienzo a la expansión incaica en el Qollao e incluso en el territorio de los señoríos Charka-Qaraqara, imponiendo su dominio sobre las demás entidades políticas de la región.

### Época colonial
En 1538, una alianza entre el soberano colla y los invasores españoles derrotó a los ejércitos lupaca.

## Cultura
Los qollas se destacaron por el trabajo en piedra. De sus construcciones las más destacadas son las Chullpas de Sillustani, gigantescas torres funerarias donde se depositaban los cuerpos momificados de sus grandes señores, ataviados con ricos vestidos y ornamentos.

## Religión
La deidad principal del reino, según testimonios etnohistóricos, era Tunupa, dios de los volcanes y del rayo, en cuyo honor se realizaban sacrificios humanos.

## Collasuyo
En el Tahuantinsuyo se llamó Qollasuyo, literalmente «rumbo (de la región) qolla» a un territorio más extenso que el reino qolla original. En efecto, los señoríos post-tiahuanacotas, varios de los cuales eran aimaras y por ello tenían fuertes lazos culturales, así como los situados al sur del Qollao, y que conformaban la Confederación Charka-Qaraqara, fueron llamados genéricamente «qollas» por los incas.